# 铜山乡
铜山乡，是中华人民共和国河南省驻马店市泌阳县下辖的一个乡镇级行政单位。

## 行政区划
铜山乡下辖以下地区：
大路庄村、彭庄村、高庄村、上邵村、毛桥村、羊进冲村、楼房岭村、闵庄村、邓庄村、缸窑村、铜峰村、罗沟村、曹庄村、柳河村、郑庄村、肖庄村、山头村和焦竹园村。